# BBCode
BBCode è una abbreviazione di Bulletin Board Code (codice per bacheche elettroniche), una volta usato nelle BBS per scambiarsi pagine. Data la maggior semplicità d'interpretare il codice per la visualizzazione, oggi il linguaggio di markup è usato per formattare i messaggi in molti forum. I comandi (tag) disponibili sono di solito indicati racchiudendo tra parentesi quadre le parole chiave e sono interpretati dal sistema prima di essere tradotti in un linguaggio di markup comprensibile per il browser web, di solito HTML o XHTML.

## Scopo
Il BBCode fu ideato per mettere a disposizione dell'utente medio un sistema più sicuro, più semplice e più limitato di formattare i propri messaggi. Prima, molti forum permettevano l'uso di HTML, che poteva essere usato per danneggiare l'impostazione grafica del sito, o per lanciare codice JavaScript malevolo. Alcune implementazioni di BBCode hanno comunque sofferto di vari problemi causati dal metodo di traduzione in codice HTML, che portavano in seno le stesse falle che ci si aspettava fossero risolte da un sistema come questo.
Nonostante i comandi base di BBCode siano simili in quasi tutti i software di gestione di forum, ci sono molte varianti. Alcune di queste richiedono che i comandi siano maiuscoli o minuscoli. Alcune varianti hanno comandi per colorare il codice HTML, PHP, SQL ed altri linguaggi di markup e linguaggi di programmazione.

## Comandi BBCode
I seguenti comandi BBCode sono i più comuni, disponibili nella maggior parte dei moderni software per forum, e sono mostrati con la loro controparte HTML. Si fa notare che comunque l'effetto di questi comandi può essere variato sostanzialmente in alcuni siti.
| BBCode | HTML | Effetto                                           |
| [b]testo grassetto[/b] | <b>testo grassetto</b> oppure <strong>Testo grassetto</strong>                                                     | testo grassetto                                   |
| [i]testo corsivo[/i] | <i>testo corsivo</i>                                                                                               | testo corsivo                                     |
| [u]testo sottolineato[/u] | <u>testo sottolineato</u>                                                                                          | testo sottolineato                                |
| [url]http://it.wikipedia.org[/url] | <a href="http://it.wikipedia.org">http://it.wikipedia.org</a>                                                      | http://it.wikipedia.org                           |
| [url=http://it.wikipedia.org]Wikipedia[/url] | <a href="http://it.wikipedia.org">Wikipedia</a>                                                                    | Wikipedia                                         |
| [img]http://upload.wikimedia.org/wikipedia/commons/thumb/6/63/Wikipedia-logo.png/150px-Wikipedia-logo.png[/img]                                  | <img src="http://upload.wikimedia.org/wikipedia/commons/thumb/6/63/Wikipedia-logo.png/150px-Wikipedia-logo.png" /> | Logo WP                                           |
| [quote]testo citato[/quote] | <blockquote>testo citato</blockquote> (solitamente implementato con sistemi diversi)                               | Citazione:testo citato                            |
| [code]testo monospazio[/code] | <pre>testo monospazio</pre>                                                                                        | testo monospazio                                  |
| [size=12]Testo grande[/size] ("12" è solitamente la dimensione standard. Di solito misurata in pixel (px))                                       | <span style="font-size:2.25em">Testo grande</span>                                                                 | Testo grande                                      |
| [color=red]Testo rosso[/color] oppure [color=#FF0000]Testo rosso[/color] (Si possono usare diversi nomi inglesi di colori o codici esadecimali.) | <span style="color: #FF0000">Testo rosso</span>                                                                    | Testo rosso                                       |
| [:-)] (Non sempre è necessario racchiudere tra parentesi quadre.) oppure :smile: (E di solito molte altre emoticon)                              | <img src="Face-smile.gif" alt="" />                                                                                | (L'immagine e la sua dimensione possono variare.) |

Molti forum rendono disponibile una sezione di FAQ con informazioni circa la loro variante di BBCode.